# Rača (Bajina Bašta), Zlatibor
Rača (în sârbă Рача) este un sat în comuna Bajina Bašta, districtul Zlatibor, Serbia.
Se află la o altitudine de 573 m deasupra nivelului mării.